# يفون دوبويه
يفون دوبويه هو شخصية أعمال وإذاعي وسياسي كندي، ولد في 11 أكتوبر 1926 في مونتريال في كندا، وتوفي في 2017 في لونغوي في كندا. نشط حزبياً في الحزب الليبرالي الكندي وحزب كيبيك الليبرالي. وقد انتخب عضو الجمعية الوطنية في كيبك ‏ وانتخب عضو مجلس العموم الكندي.